# Kościół Najświętszego Serca Jezusowego w Smolicach
Kościół Najświętszego Serca Jezusowego w Smolicach – rzymskokatolicki kościół parafialny należący do parafii pod tym samym wezwaniem (dekanat jutrosiński archidiecezji poznańskiej).
Jest to świątynia wzniesiona w latach 1907–1909 w stylu neobarokowym. Ufundowana została przez właścicielkę wsi, hrabinę Helenę von Zieten. Kościół został zaprojektowany przez Gazego i Rottchera z Wrocławia. Konsekrowany został 21 października 1909 roku przez sufragana poznańskiego biskupa Edwarda Likowskiego. W ołtarzu zostały umieszczone relikwie św. Jolanty. 3 października 1909 roku została erygowana i obdarzona odpustami droga krzyżowa.
Długość całkowita świątyni to 45,45 metrów, w tym długość naw wynosi 10,70 metrów, transpetu 11,55 metrów, prezbiterium 10,00 metrów; szerokość całkowita kościoła to 21,00 metrów, z kolei szerokość poszczególnych elementów świątyni wynosi odpowiednio: nawy głównej 10,04 metrów, naw bocznych 2,84 metrów, transeptu 18,80 metrów, prezbiterium przy balustradzie 10,04 metrów, a w części przyołtarzowej 8,26 metrów.
Świątynia zajmuje powierzchnię ogółem 566 metrów kwadratowych i może się w niej zmieścić około dwóch tysięcy wiernych. Kubatura kościoła to 10 260 metrów sześciennych, natomiast wysokość wieży to 42 metry.
Od 2015 roku świątynia nosi tytuł Sanktuarium Matki Bożej Uzdrowienia Chorych nadany przez arcybiskupa Stansława Gądeckiego